# 洛陽袋獸屬
洛陽袋獸屬（學名：Lotheridium）是一種已滅絕的哺乳動物，生存於白堊紀晚期，化石出土於中國河南省的秋扒組。
屬名涵義為「洛陽小獸」，種名為紀念古生物學博士孟津。